# Pankrti
I Pankrti (in italiano: Bastardi) sono stati un gruppo punk rock sloveno di Lubiana, attivi verso la fine degli anni settanta e negli anni ottanta.
Sono conosciuti per le loro canzoni provocatorie e politicamente impegnate. Si sono autodefiniti "la prima band punk al di qua della Cortina di ferro" (benché la Jugoslavia non fosse in realtà considerata legata al blocco sovietico). Furono comunque uno dei primi e dei più importanti gruppi punk dei Paesi socialisti.
La loro canzone più nota è Bandiera rossa, in una versione in lingua italiana da loro rieditata e modernizzata.

## Formazione
- Peter Lovšin - voce
- Gregor Tomc - manager e autore
- Bogo Pretnar - chitarra
- Dušan Žiberna - chitarra
- Marc Kavaš - chitarra
- Boris Kramberger - basso
- Slavc Colnarič - batteria

## Discografia
- 1978 - Lublana je bulana
- 1980 - Dolgcajt
- 1981 - Novi Punk Val
- 1981 - Namesto tebe
- 1982 - Državni ljubimci
- 1982 - Svoboda
- 1984 - Rdeči album
- 1985 - Pesmi sprave
- 1985 - Slovan
- 1987 - Sexpok
- 1992 - Zbrana dela
- 1994 - Zbrana dela II
- Zaboj